# Balkanfeldzug (1941)
Griechisch-Italienischer Krieg – Jugoslawien – Griechenland – Kreta

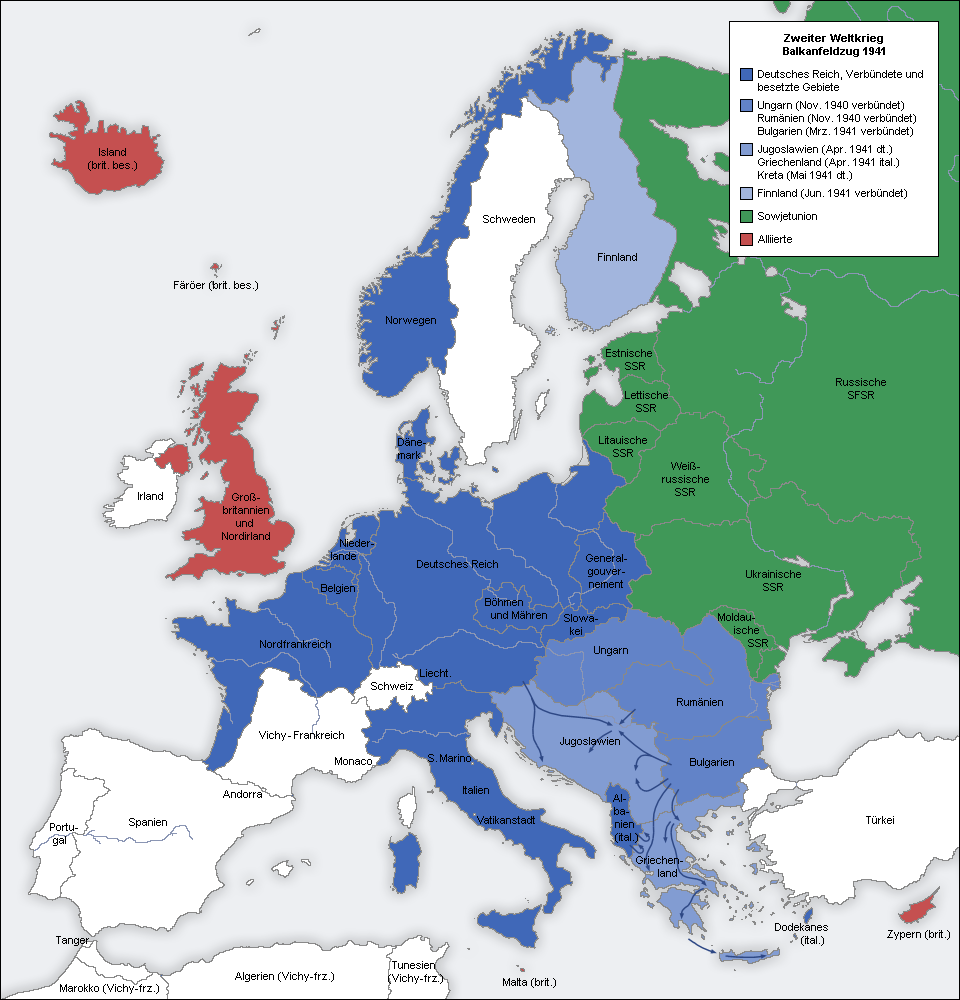
Europa nach dem Balkanfeldzug (Juni 1941)

Der Balkanfeldzug (kroatisch Travanjski rat, serbisch Априлски рат Aprilski rat, deutsch ‚Aprilkrieg‘) war ein völkerrechtswidriger Angriffskrieg des nationalsozialistischen Deutschlands gegen Jugoslawien und Griechenland während des Zweiten Weltkrieges im April 1941 und endete innerhalb weniger Wochen mit der Besetzung beider Länder. Die Invasion begann mit dem Angriff der deutschen Wehrmacht am 6. April 1941 und wurde von den Truppen Italiens, Bulgariens und Ungarns unterstützt. Die Kapitulation der jugoslawischen Streitkräfte erfolgte am 17. April 1941. Griechenland kapitulierte am 23. April 1941, wobei sich die Kämpfe auf der Insel Kreta, auf der britische Truppen gelandet waren, bis zum 1. Juni 1941 hinzogen. Der Balkanfeldzug verzögerte den Beginn des Krieges gegen die Sowjetunion um sechs Wochen und erschwerte den Plan der Wehrmacht, in einem Blitzkrieg noch vor dem Wintereinbruch die Hauptstadt Moskau einzunehmen.
Dem Balkanfeldzug ging der Griechisch-Italienische Krieg voraus. Auf Mussolinis Befehl hatten am 28. Oktober 1940 italienische Truppen Griechenland angegriffen, waren aber bald in die Defensive geraten und hatten Teile Albaniens preisgeben müssen. Daraufhin wurde im November 1940 von deutscher Seite der Plan zu einem Eingreifen auf dem Balkan zugunsten des italienischen Achsenpartners gefasst. Das Deutsche Reich befand sich seinerseits im Krieg mit Großbritannien (→ Luftschlacht um England) und hatte die Absicht, im Frühsommer 1941 die Sowjetunion anzugreifen. Ursprünglich hatte das NS-Regime gehofft, das neutrale Jugoslawien mit einem Bündnis in seine Einflusssphäre bringen und so seine Südflanke sichern zu können. Kurz nachdem die jugoslawische Regierung den Dreimächtepakt unterzeichnet hatte, kam durch den Jugoslawischen Staatsstreich am 27. März 1941 eine Gegenregierung an die Macht und erklärte das Abkommen für ungültig. So sah sich Hitler veranlasst, gleichzeitig gegen Jugoslawien und Griechenland vorzugehen.

## Vorgeschichte
Nachdem Deutschland bis zum Sommer 1940 Frankreich und die Benelux-Staaten sowie Dänemark und Norwegen in seine Gewalt gebracht hatte, befanden sich die Länder des Balkans im Spannungsfeld sowjetischer, britischer, deutscher und italienischer Großmachtinteressen. Hitler bemühte sich zunächst, den Balkanraum für seine Ziele zu instrumentalisieren, dabei aber von politischen und militärischen Verwicklungen freizuhalten. Außerdem war er am intensiven Ausbau der wirtschaftlichen Beziehungen zu den südosteuropäischen Ländern interessiert, um ihre Ressourcen für den Bedarf des Deutschen Reiches zu sichern.
Dem Öl-Waffen-Pakt vom 27. Mai 1940 mit dem Königreich Rumänien folgte die Entsendung einer deutschen Militärmission Mitte Oktober 1940, welche die rumänische Armee ausbilden und im Ernstfall die strategisch wichtigen Ölquellen von Ploiești sichern sollten. Für diese Truppenentsendung hätten zuvor nach Artikel III des deutsch-sowjetischen Paktes von 1939 diplomatische Konsultationen stattfinden müssen. Auch der Einsatz deutscher und rumänischer Streitkräfte gegen die Sowjetunion sollte vorbereitet werden. Ende Juni 1940 annektierte die Sowjetunion nicht nur Bessarabien, wie im geheimen Zusatzprotokoll des Paktes vereinbart, sondern auch die nördliche Bukowina. Obwohl Deutschland und Italien eine Garantie für Rumänien abgaben, besetzte die Sowjetunion eine Inselgruppe der Donaumündung und der sowjetische Außenminister Molotow machte Ansprüche auf die Südbukowina geltend. Die Konflikte zwischen dem Königreich Rumänien, dem Königreich Ungarn und dem Zarentum Bulgarien löste Hitler im Wiener Schiedsspruch am 30. August 1940. Rumänien hatte sich politisch zuvor an Frankreich orientiert, das aber im Westfeldzug im Juni 1940 von Deutschland besiegt worden war. Mit der Ernennung von Ion Antonescu zum Ministerpräsidenten und Staatsführer lehnte es sich nun an Deutschland an.
Die Großmachtambitionen des italienischen Faschismus unter Mussolini waren bereits seit den 1930er-Jahren auf die Errichtung eines italienischen Lebensraums (spazio vitale) gerichtet, der auch den Balkan einschloss. Das neue Italien sollte wieder Kultur und Fortschritt wie zu Zeiten des römischen Reiches (imperiums) verbreiten. Rom und Berlin hatten hier unterschiedliche Zielsetzungen.
Als Garantiemacht des Wiener Schiedsspruchs richtete Italien sein Interesse auf Jugoslawien und Griechenland. Beides waren neutrale Staaten, die eher deutschfreundlich orientiert waren. Am 10. Juni 1940 trat Italien in den Krieg gegen die britisch-französische Allianz und damit in den Zweiten Weltkrieg ein. Hitler machte dem italienischen Außenminister Ciano im August 1940 klar, dass er „Ruhe auf dem Balkan“ für äußerst wichtig halte und einen italienischen Angriff auf Jugoslawien ablehne. Italien hatte Deutschland ersucht, eine gemeinsame Militäraktion gegen Jugoslawien vorzubereiten.
Ohne Abstimmung mit dem Deutschen Reich griffen am 28. Oktober 1940 italienische Verbände mit etwa 155.000 Soldaten vom seit 1939 italienisch besetzten Albanien aus Griechenland an. Der 28. Oktober ist noch heute in Griechenland Nationalfeiertag (Ochi-Tag), weil Machthaber Ioannis Metaxas dem Ansinnen des italienischen Diplomaten mit einem entschlossenen „Nein“ (neugriechisch όχι, óchi) geantwortet hatte. Als Reaktion auf den italienischen Angriff besetzten britische Truppen Kreta und verminten die griechischen Küstengewässer gegen Landungsversuche. Am 4. November wurde der italienische Angriff gestoppt, Mussolinis Blitzkrieg war gescheitert. Die italienischen Truppen mussten bis hinter ihre Ausgangsstellungen zurückweichen. Am 12. November 1940 befahl Hitler dem Oberkommando des Heeres in seiner Weisung Nr. 18, einen deutschen Angriff über Bulgarien auf Griechenland vorzubereiten. Einen Tag später unterschrieb er die entsprechende Weisung Nr. 20 (Unternehmen Marita).
Griechenland bemühte sich, eine militärische Auseinandersetzung mit dem Deutschen Reich zu verhindern. Im Januar 1941 teilte die Regierung Metaxas der deutschen Seite mit, die britische Militärhilfe beschränke sich auf Luftunterstützung gegen Italien, es gebe keine britischen Truppen auf dem Festland. Sie schlug vor, das Deutsche Reich solle im Streit mit Italien mit einem Schiedsspruch schlichten, wie es das im August 1940 bereits im Grenzstreit zwischen Ungarn und Rumänien getan hatte. Allerdings hatte der britische Premierminister Winston Churchill bereits am 19. Dezember 1940 in einer Rede die Verlegung britischer Verbände von Nordafrika in die Ägäis erwähnt. Der griechische Ministerpräsident Metaxas verhandelte etwa zur selben Zeit mit Großbritannien und forderte mindestens neun britische Divisionen. Anfang Februar 1941 sagte Churchill zu, wollte allerdings nicht viel mehr als drei Divisionen zugestehen.
Aus Sicht des Deutschen Reiches bedrohte das britische Engagement in Griechenland die kriegswichtigen rumänischen Erdölfelder. Der bulgarische Zar Boris räumte im November 1940 der Wehrmacht ein Durchmarschrecht nach Griechenland ein. Die Sowjetunion versuchte, Bulgarien vom Beitritt zum Dreimächtepakt abzuhalten und bot eine Garantieerklärung an, die jedoch abgelehnt wurde. Das Deutsche Reich machte der Sowjetunion deutlich, dass Bulgarien in der deutschen Sicherheitszone liege und es mit Bulgarien einen Beistandspakt ratifizieren wolle. Gegenüber der Türkei sicherte Bulgarien sich am 17. Februar 1941 durch den Austausch von Freundschafts- und Nichtangriffserklärungen ab. Vom Deutschen Reich erhielt Bulgarien die Zusicherung territorialen Zugewinns in Griechenland und eines Zugangs zum Ägäischen Meer. Vertreter des bulgarischen Generalstabs und der 12. Armee vereinbarten den Aufgabenbereich bulgarischer Truppen bei den deutschen Operationen in Griechenland. Am 1. März 1941 trat Bulgarien dem Dreimächtepakt bei. Bereits am nächsten Tag setzten deutsche Truppen über die Donau und rückten in ihre bulgarischen Einsatzräume vor. Großbritannien berief daraufhin seinen Botschafter aus Sofia ab und unterbrach die Wirtschaftsbeziehungen mit Bulgarien. Das Deutsche Reich hatte die Sowjetunion, mit der es durch einen Freundschaftsvertrag verbunden war, über den geplanten Einmarsch offiziell vorab informiert. Moskau bedauerte den deutschen Schritt, erwähnte aber keine nachteiligen Folgen für das beiderseitige Verhältnis. Bis zum 28. März 1941 standen 14 deutsche Divisionen in Bulgarien, vorwiegend an der bulgarisch-griechischen Grenze.

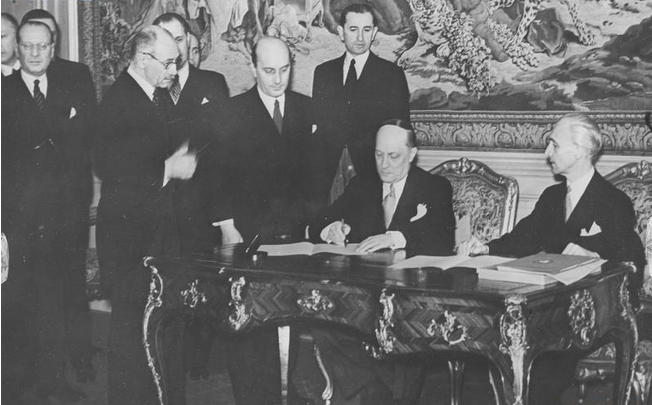
Unterzeichnung des Freundschaftsvertrags zwischen Jugoslawien und Ungarn in Budapest am 14. März 1941

Am 25. März 1941 unterzeichneten jugoslawische Regierungsvertreter in Wien den Beitritt zum Dreimächtepakt. Jugoslawien stand seit 1934 dem Deutschen Reich nahe, militärisch gab es bis 1941 aber keine Kooperation. Auf diese Nachricht hin kam es in Jugoslawien zu antideutschen Demonstrationen. Am 27. März 1941 putschten Offiziere in Belgrad gegen die Regierung von Premierminister Dragiša Cvetković und setzten den 17-jährigen Peter II. auf den Thron; Prinzregent Paul von Jugoslawien floh nach Griechenland. General Dušan Simović bildete eine neue Regierung, erklärte aber, alle Verpflichtungen des Dreimächtepaktes gegenüber dem Deutschen Reich einhalten zu wollen. Cvetković und andere Unterzeichner des Paktes wurden verhaftet. Daraufhin entschloss sich Hitler, ohne einen vorangegangenen Plan, nicht nur Griechenland, sondern auch Jugoslawien zu besetzen. Noch am selben Abend befahl Hitler in der Weisung Nr. 25, in einem Blitzfeldzug Jugoslawien „militärisch und als Staatsgebilde zu zerschlagen“. In Österreich wurde die 2. Armee zum Einmarsch in Jugoslawien bereitgestellt. Der jugoslawische Operationsplan „R-41“ sah einen defensiven Einsatz von 27 Divisionen entlang der Grenze vor. Zudem versprach Hitler dem Königreich Ungarn die Rückgewinnung aller im Vertrag von Trianon verlorenen Gebiete, falls es sich am Feldzug in Jugoslawien beteilige. Sogar die Annexion Kroatiens stellte er in Aussicht und versprach, sich bei Mussolini für eine Rückgabe der von Italien annektierten Hafenstadt Rijeka einzusetzen. Nach diesem verlockenden Angebot befürworteten Reichsverweser Horthy sowie die Mehrheit im ungarischen Kabinett und Parlament einen möglichst schnellen Kriegseintritt, gegen den sich einzig Ministerpräsident Teleki wandte. Aus Enttäuschung beging Teleki in der Nacht zum 3. April Selbstmord.
Die neue jugoslawische Regierung hatte umgehend eine Delegation nach Moskau entsandt, um Verhandlungen mit der sowjetischen Regierung über einen Beistandspakt aufzunehmen. Diese wies das Ansinnen zurück; sie erklärte sich aber zum Abschluss eines Freundschafts- und Nichtangriffspaktes bereit. Dieser wurde nach zweitägigen Verhandlungen am 5. April, einen Tag vor dem deutschen Angriff, unterzeichnet.

## Verlauf

### Zerschlagung Jugoslawiens

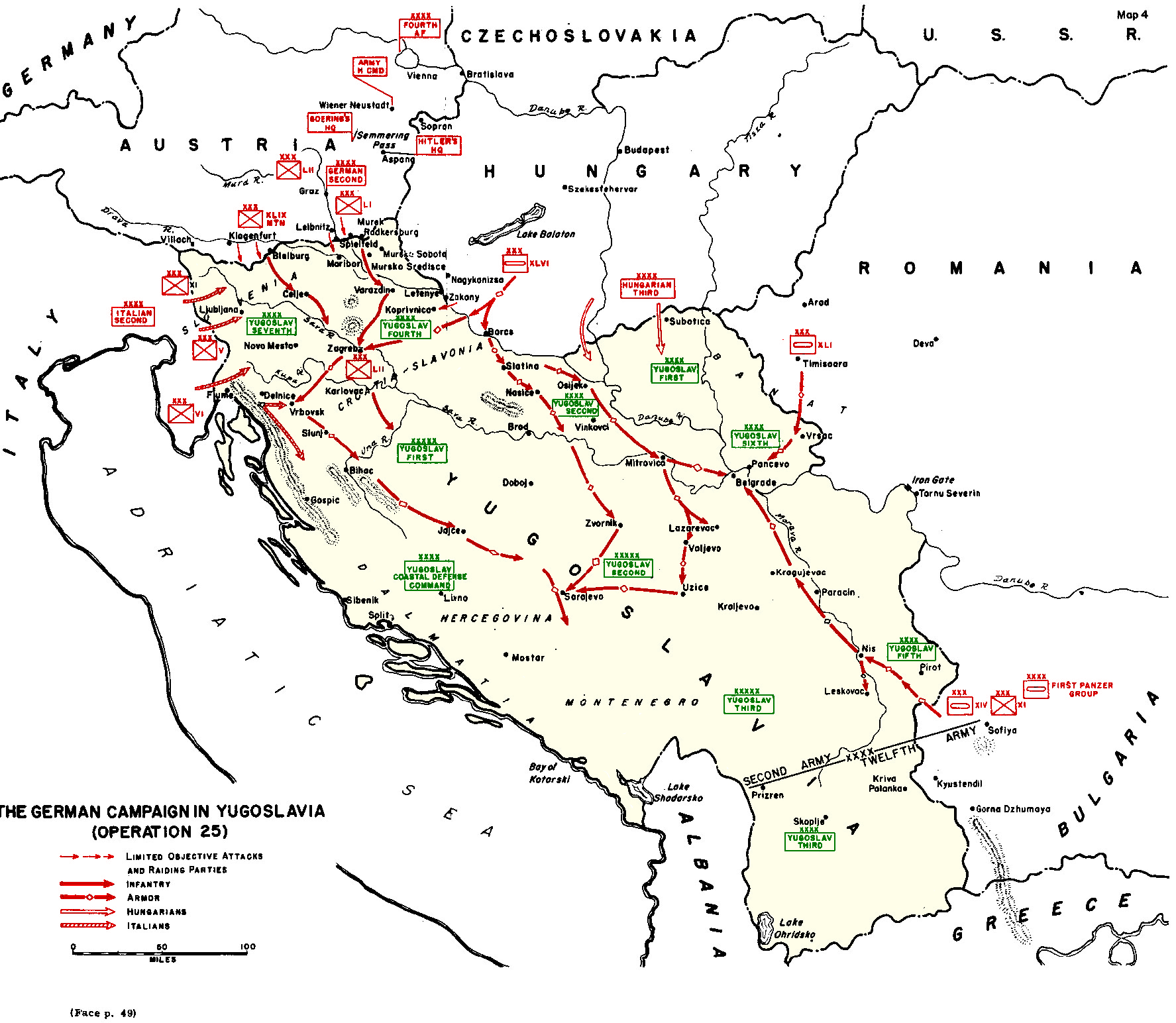
Verlauf des Feldzugs gegen Jugoslawien

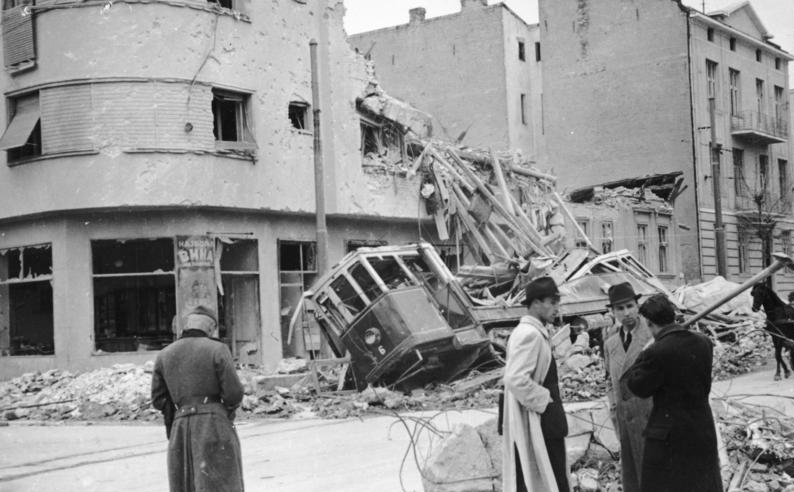
Zerstörungen in Belgrad, 1941

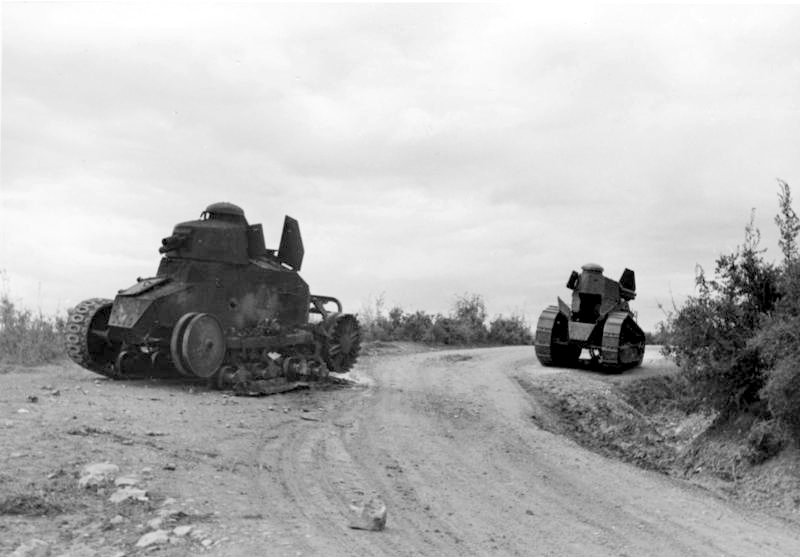
Zerstörter jugoslawischer FT-Panzer (Hintergrund) und NC-Panzer

Am 6. April 1941 um 05:15 Uhr griffen Wehrmachtverbände ohne vorherige Kriegserklärung oder Ultimatum mit 33 Divisionen, davon sechs Panzerdivisionen und insgesamt 680.000 Soldaten, Griechenland und Jugoslawien an. Zur Organisation der Kräfte siehe Schematische Kriegsgliederung der Wehrmacht für den Balkanfeldzug.
484 Bomber und Stukas sowie 250 Jagdflugzeuge der Achsenmächte eröffneten den Krieg mit einem für die Zivilbevölkerung verheerenden Luftangriff auf Belgrad und auf jugoslawische Flugplätze. Am selben Tag begann auch der Angriff zweier Armeekorps der Wehrmacht auf die rechten und linken Flügel der griechischen Ost-Makedonien-Armee unter General Bakopoulos. Luftangriffe einiger weniger Bristol-Blenheim-Bomber der jugoslawischen Luftwaffe auf Ziele in Österreich hatten nur symbolischen Charakter; so warfen zwei dieser Maschinen am 6. April einige Bomben auf Versorgungseinrichtungen in Graz ab, die ein Todesopfer forderten und geringen Sachschaden anrichteten.
Das jugoslawische Heer gliederte sich in 32 Divisionen und neun Brigaden, die Luftstreitkräfte verfügten über 400 Flugzeuge. Griechenland besaß 21 Divisionen, vier Brigaden und 80 Flugzeuge. Dazu kamen zwei britische Infanteriedivisionen, eine Panzerbrigade sowie sieben Staffeln mit 84 Maschinen der Royal Air Force.
Die deutsche 12. Armee (GFM List) stieß von Bulgarien aus auf Thessaloniki vor, die 2. Armee (Generaloberst von Weichs) und die Panzergruppe 1 (Generaloberst von Kleist) mit 15 Divisionen operierten von der Steiermark, Ungarn, Rumänien und Bulgarien aus gegen Jugoslawien. Nach kurzer Zeit griffen die ungarische 3. Armee (FML Gorondy-Novák) mit zehn Brigaden sowie die italienische 2., 9. und 11. Armee mit 38 Divisionen in die Kämpfe ein. 1153 deutsche und 320 italienische Flugzeuge wurden eingesetzt.
Die im Raum Fiume stationierte italienische 2. Armee bestand aus 13 Divisionen (darunter eine Panzer- und zwei motorisierte Divisionen), die zu drei Korps zusammengefasst waren. Dem Befehlshaber der italienischen Armee, General Vittorio Ambrosio stand als Reserve eine weitere Division zur Verfügung, die in der Region Zara an der Küste von Dalmatien stationiert war. Die im Süden Albaniens gelegene italienische 11. Armee unter General Carlo Geloso sollte Jugoslawien aus dem Süden angreifen und sich im serbischen Teil von Nordmazedonien mit den deutschen Truppen vereinigen.
Am 8. und 9. April näherte sich das LI. Armeekorps der deutschen 2. Armee dem Raum Belgrad von Norden. Am 10. April, während der deutschen Besetzung Zagrebs, proklamierte Oberst Slavko Kvaternik den Unabhängigen Staat Kroatien, einen Vasallenstaat der Achsenmächte, der von der Ustascha regiert wurde. Im Süden nahm die deutsche 9. Panzerdivision am 7. April Skopje und am 9. April Prilep ein. Die Stadt Belgrad wurde am 12. April von der aus dem Osten vordringenden Panzergruppe 1 eingenommen. Am 17. April um 21 Uhr unterschrieb General Danilo Kalafatović als Vertreter des jugoslawischen Obersten Befehlshabers in Belgrad die bedingungslose Kapitulation der jugoslawischen Streitkräfte, 6.298 Offiziere sowie 337.864 Unteroffiziere und Mannschaften serbischer und montenegrinischer Abstammung gingen in deutsche Kriegsgefangenschaft. König Peter und seine Regierung verließen das Land.
Jugoslawien wurde in zehn Teile mit unterschiedlichen staatsrechtlichen Status aufgeteilt. Das Deutsche Reich erkannte den Unabhängigen Staat Kroatien, zu dem auch Slawonien, Syrmien und fast ganz Dalmatien, Bosnien und die Herzegowina gehörten, sogleich diplomatisch an. Anders erging es Serbien: Ihm blieben nur noch sein Territorium in den Grenzen von 1912 (ohne Nordmazedonien und das Westbanat). Sein Gebiet umfasste mehr als ein Viertel der Gesamtfläche des ehemaligen Jugoslawien. Von den Gebieten, die vor 1941 noch zu Serbien zählten, besetzte Ungarn die Südbaranja und die Batschka, Bulgarien den Großteil von Mazedonien. Zwar erhielt Serbien eine eigene Landesregierung, doch war diese von den Deutschen abhängig. Das Land wurde zur ausschließlich deutschen Einflusszone erklärt und unter deutsche Militärverwaltung gestellt.
Die jugoslawischen Kriegsgefangenen wurden je nach ethnischer Zugehörigkeit behandelt. Die slowenischen, bosniakischen, kroatischen, ungarischen, deutschen (donauschwäbischen) und mazedonischen Soldaten – die Hälfte der jugoslawischen Armee – wurden freigelassen. Etwa 180.000 Serben wurden zum Arbeitseinsatz nach Deutschland deportiert.
Vier Infanteriedivisionen wurden speziell als Besatzungstruppen für den Balkan zusammengestellt: die 704., 714., 717. und 718 (die letzten beiden in Österreich im Wehrkreis XVII bzw. XVIII). Auch nach der Neuaufstellung der 717. als 117. Jäger-Division und der Zuführung von Offizieren und Mannschaften aus anderen Wehrkreisen stellten Österreicher die Mehrheiten der Mannschaften. Beide in den österreichischen Wehrkreisen aufgestellten Divisionen blieben bis zur Kapitulation auf dem Balkan; die 718. Infanterie-Division in Kroatien, die 717. Infanterie-Division und spätere 117. Jäger-Division wurde im Frühjahr 1943 von Jugoslawien nach Griechenland verlegt.

### Operationen in Griechenland

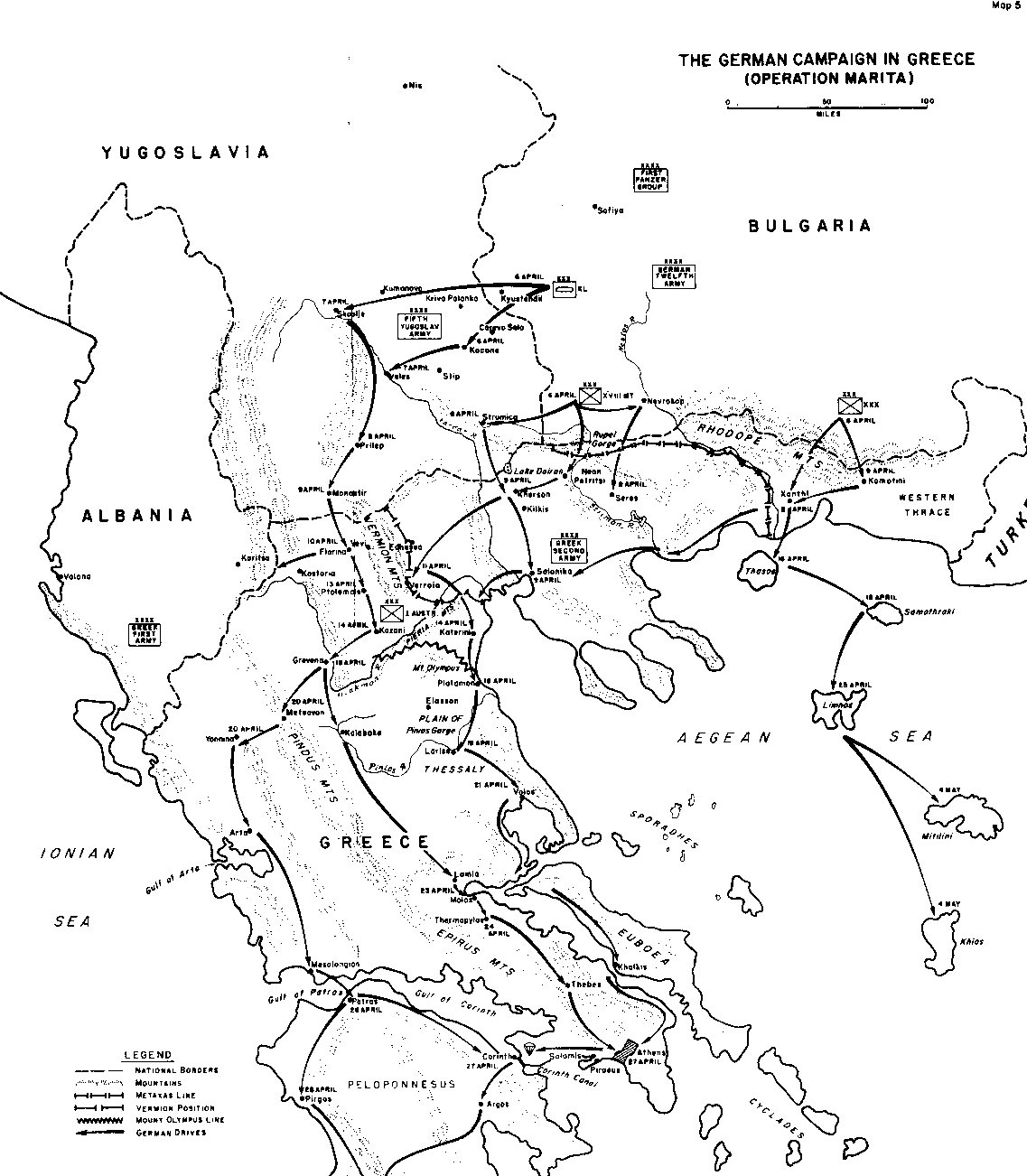
Karte der Operationen gegen Griechenland

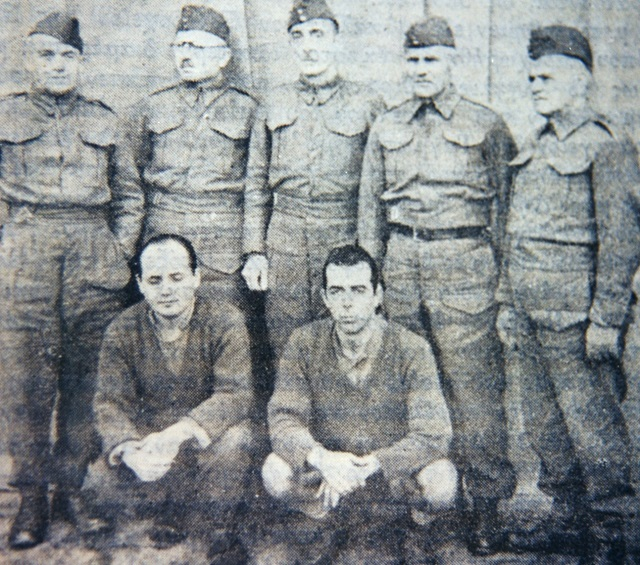
Griechische Prominente im KZ Dachau: (stehend, v. links) Georgios Kosmas (Minister, Generalleutnant), Konstantinos Bakopoulos (Minister, General), Alexandros Papagos (Premierminister, Marschall), Ioannis Pitsikas (Minister, Generalleutnant) und Panagiotis Dedes (Generalleutnant), (sitzend) Vassilis Dimitrion (Korporal), Nikolaos Grivas (Soldat).

Die in Bulgarien stationierte deutsche 12. Armee unter Generalfeldmarschall Wilhelm List überschritt am 6. April 1941 illegal die Grenze nach Griechenland. Entgegen dem Haager Abkommen überbrachte der deutsche Gesandte Victor Prinz zu Erbach-Schönberg ein entsprechendes Ultimatum erst kurz nach dem Grenzübertritt, das Premierminister Alexandros Koryzis zurückwies.
Wie schon wenige Monate zuvor unter Metaxas nach dem Kampfeinsatz gegen die einmarschierenden Italiener kam es zu Differenzen zwischen Premierminister Koryzis und dem Oberbefehlshaber der griechischen Streitkräfte, König Georg II. Wenige Wochen nach seinem erfolgreichen Feldzug war Metaxas an einer Mandelentzündung gestorben, was Anlass zu diversen Verschwörungstheorien gab. Alle Könige Griechenlands seit 1832 waren deutsche Adlige und stammten ab 1863 aus dem Hause Schleswig-Holstein-Sonderburg-Glücksburg. Während ihrer Herrschaft waren sie entschieden pro-deutsch eingestellt und lehnten sowohl im ersten (Konstantin I.) wie auch jetzt im Zweiten Weltkrieg (Georg II.) die Mobilmachung gegen Deutschland ab. Außerdem kamen der Wehrmacht auch die Nachschubprobleme der britischen Truppen zugute, die von der Bombardierung der Schiffe und Beschädigung des Hafens von Piräus bei einem deutschen Luftangriff am 6. und 7. April herrührten.
Der Angriff der deutschen 12. Armee (Feldmarschall List) konzentrierte sich auf zwei Hauptrichtungen: Im Westen rückte der Großteil der Panzergruppe Kleist in Richtung Skopje vor, um die griechische Grenze bei Florina zu überqueren. Die von General Rudolf Veiel kommandierte 2. Panzerdivision wurde über Strumica in Richtung auf Thessaloniki angesetzt. Dem XVIII. Gebirgskorps unter General der Gebirgstruppe Franz Böhme war der Durchbruch der Metaxas-Linie übertragen worden, während die deutschen und bulgarischen Infanterie-Divisionen die Aufgabe hatten, in der ersten Phase die Region Ostmakedonien und Thrakien und dann die Inseln der Ägäis zu besetzen.

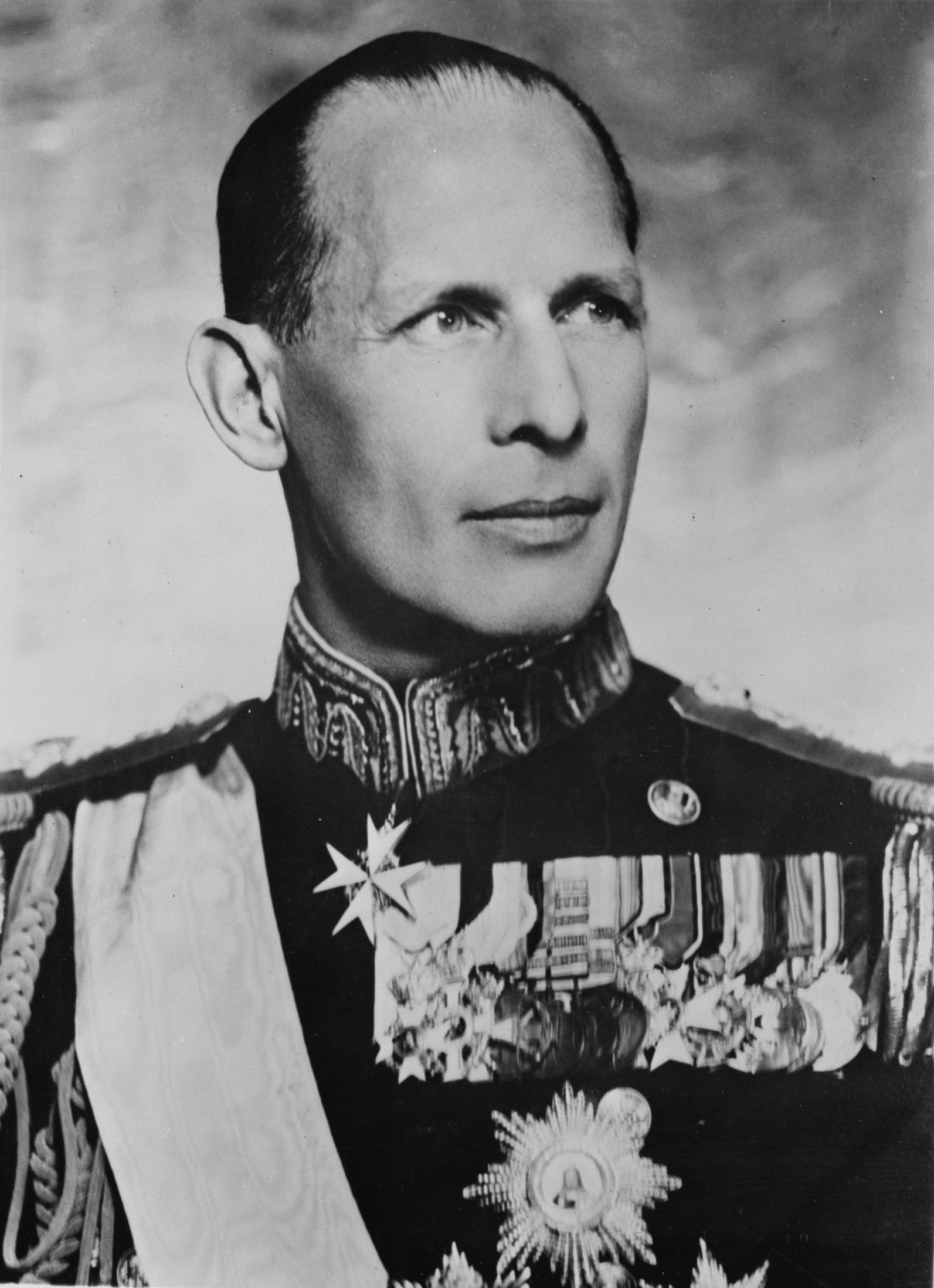
Georg II.

Am 9. April durchbrach das XVIII. Gebirgskorps mit starker Unterstützung durch Sturzkampfflugzeuge die Gebirgsbefestigungen der Metaxas-Linie beim Fort Roupel im Tal des Strymon. Am selben Tag besetzten deutsche Panzerverbände Thessaloniki. Trotz nur geringer Verluste auf griechischer Seite kapitulierte die eingeschlossene griechische 2. Armee auf Befehl ihres Hauptquartiers. Gleichzeitig rückten deutsche Verbände nach der Einnahme der Vardarska banovina im heutigen Nordmazedonien entlang des Vardar-Tals sowie auf der Ebene Florina-Bitola nach Griechenland vor und trafen dabei auf die Westflanke der von gemischten britischen und Commonwealth-Verbänden unter dem Befehl von General Henry M. Wilson gehaltenen Aliakmonas-Linie. Am 11. April 1941 eroberten deutsche Verbände, darunter auch die SS-Division Leibstandarte SS Adolf Hitler, den Klidi-Pass südöstlich von Florina sowie am 14. April Kozani.

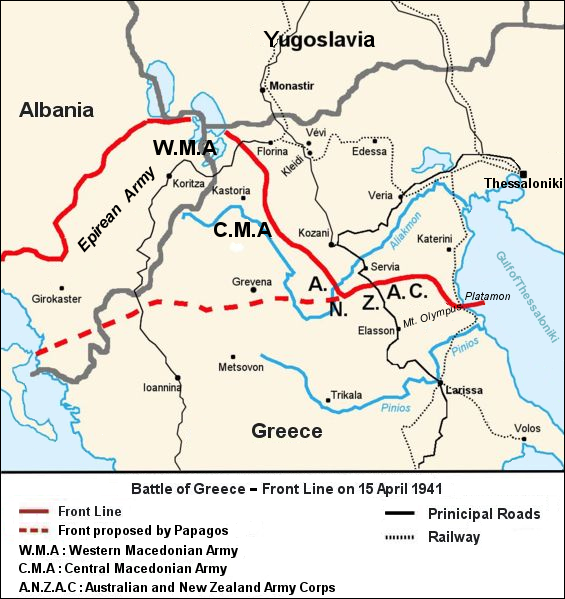
Frontlinien am 15. April

Das britische Expeditionskorps zog sich daraufhin hinter den Aliakmonas sowie im Osten nach Platamon am Fuße des Olymps zurück. Am 16. April gab General Wilson dem griechischen Oberbefehlshaber Alexandros Papagos seine Entscheidung bekannt, die Aliakmonas-Linie aufzugeben und bei den Thermopylen eine neue Verteidigungsstellung aufzubauen. Parallel begannen Vorbereitungen für die Evakuierung der alliierten Truppen. Dadurch wurde den deutschen Truppen der Weg über das Pindos-Gebirge nach Epirus freigegeben. Am 16. April versperrten Wehrmachtverbände der sich von der Epirus-Front zurückziehenden griechischen 1. Armee den Rückzugsweg durch den Katarra-Pass bei Metsovo. Die vom Gebirgsmassiv eingeschlossenen griechischen Truppen wurden nun von den Achsenmächten im Westen und Osten bedrängt.
In einer Krisensitzung zwischen dem König und Ministerpräsident Koryzis am 18. April kam es zwischen den beiden zu einem heftigen Streit über die Verteidigung des Landes. Am selben Abend noch soll sich Koryzis in Anwesenheit des Kronprinzen in seinem Haus selbst getötet haben. Die spätere Darstellung des Königshauses, er hätte sich als Rechtshänder mit der linken Hand zweimal in den Kopf geschossen, wurde angezweifelt, eine offizielle Untersuchung jedoch nicht durchgeführt. Danach wurde Emmanouil Tsouderos mit der Regierung beauftragt.
Am 20. April entband General Georgios Tsolakoglou in Absprache mit zwei weiteren Offizieren den Befehlshaber der Epirus-Armee Ioannis Pitsikas seines Kommandos und präsentierte offenbar eigenmächtig SS-Obergruppenführer Josef Dietrich die Kapitulation, ohne vorher Verhandlungen mit den militärischen Führern der deutschen und italienischen Kriegsgegner zu führen. Zehn Tage später wurde er zum Premierminister ernannt. Am Tag nach der Kapitulation unterzeichneten er und der Stabschef Lists, General Hans von Greiffenberg, ein Protokoll darüber. Der Befehl des Oberkommandierenden der griechischen Streitkräfte, General Alexandros Papagos, hatte allerdings eine Kapitulation ausdrücklich untersagt. Dieser wurde 1943 gemeinsam mit Pitsikas in das KZ Dachau deportiert und kurz vor Kriegsende als potenzielle Geisel der SS zusammen mit anderen Prominenten nach Südtirol evakuiert. Die Geiseln wurden kurz darauf zunächst von der Wehrmacht in Schutz genommen und schließlich von der US-Armee befreit.
Die bilaterale Absprache zwischen Tsolakoglou und Dietrich führte zu Protesten der Italiener. Sie sahen ihre kämpferische Leistung zu wenig berücksichtigt, sodass Tsolakoglou am Folgetag eine zweite Kapitulation in Anwesenheit italienischer Offiziere in Ioannina unterschreiben musste. Weil diese nicht in Anwesenheit des Kommandeurs der deutschen Streitkräfte stattgefunden hatte, musste Tsolakoglou am 23. April in Thessaloniki eine dritte, offizielle, diesmal bedingungslose Kapitulation Griechenlands gegenüber Deutschland und Italien unterzeichnen. Am gleichen Tag schiffte sich der König der Hellenen Georg II. Prinz zu Schleswig-Holstein-Sonderburg-Glücksburg mit seiner Regierung nach Kreta ein.
Am 21. April ordnete der alliierte Oberbefehlshaber im Mittelmeer und Nahen Osten, Archibald Wavell, endgültig die Evakuierung der verbleibenden alliierten Truppen nach Kreta und Ägypten an (Operation Demon). Bis zum 30. April konnten von der Royal Navy rund 50.000 Mann über Häfen in Attika und auf der Peloponnes evakuiert werden, allerdings unter Zurücklassung ihrer schweren Waffen und Geräte. Am 24. April gaben die alliierten Nachhutverbände die Thermopylen-Stellung auf, die sie bis dahin verteidigt hatten. Am 26. April besetzten Wehrmachtverbände Korinth und am 27. April rückten Vorausabteilungen der 5. Panzer-Division in Athen ein. Der deutsche Feldzug auf dem griechischen Festland endete am 29. April mit der Einnahme von Kalamata im Süden der Peloponnes. Einige größere ägäische Inseln, darunter Limnos, Lesbos und Chios wurden bis Anfang Mai von deutschen Infanterie- und Luftlandetruppen besetzt. Italienische Truppen besetzten gleichzeitig die Ionischen Inseln.
Kreta gab als militärische Basis Großbritannien die Möglichkeit, den Zugang zur Ägäis zu kontrollieren und die Ölfelder in Rumänien zu bombardieren. Am 20. Mai begann die deutsche Luftlandeoperation zur Eroberung Kretas unter Beteiligung von Heereskräften sowie der deutschen und italienischen Marine. Sie gelang nur unter relativ hohen Verlusten der eingesetzten deutschen und italienischen Truppen. Nach Partisanenangriffen befahl General Kurt Student, die kretische Zivilbevölkerung kollektiv zu bestrafen. Nach griechischen Schätzungen wurden damals auf Kreta 2000 Zivilisten erschossen. Ein Antrag Griechenlands 1945 zur Auslieferung Students als Kriegsverbrecher wurde abgelehnt. Student wurde von einem britischen Militärgericht wegen Kriegsverbrechen an britischen Truppen auf Kreta verurteilt und blieb lediglich bis 1948 in Haft.
Bis zur Kapitulation wurden etwa 210.000 Soldaten der griechischen Armee von der Wehrmacht gefangen genommen, danach die gesamte etwa 430.000 Mann umfassende Armee zu Kriegsgefangenen erklärt. Nach kurzer Zeit wurden sie nach Hause entlassen. Ein Teil der griechischen Streitkräfte konnte sich dem deutschen Zugriff entziehen und in Ägypten sammeln. Sie bildeten die etwa 20.000 Mann starke griechische königliche Armee, die unter britischem Oberbefehl unter anderem in El Alamein und 1944 in Italien kämpfte.

### Besetzung Jugoslawiens

Besetzte Gebiete in Jugoslawien, 1941–1943

## Folgen

### Griechenland unter deutscher, italienischer und bulgarischer Besatzung

Die Teilung Griechenlands nach der deutsch-italienisch-bulgarischen (rot-blau-grün) Besetzung 1941.

Griechenland wurde 1941 in Besatzungszonen aufgeteilt. Italien besetzte Athen und den größten Teil Griechenlands, außerdem die Ionischen Inseln und die Kykladen. Es erhielt auch die sogenannte Vorherrschaft auf dem Festland. Bulgarien annektierte Ostmakedonien westlich des Strymon und Westthrakien und erhielt dadurch den Zugang zur Ägäis. Das Deutsche Reich, das keine langfristigen Pläne mit Griechenland hatte, besetzte wenige, aber strategisch wichtige Gebiete: Thessaloniki und sein makedonisches Hinterland bis zur jugoslawischen Grenze, den thrakischen Grenzstreifen zur Türkei, Piräus und die Inseln Lemnos, Lesbos und Chios vor der türkischen Mittelmeerküste. Der Westteil Kretas erhielt eine deutsche Besatzung, der Ostteil eine italienische. König Georg II. und seine Regierung gingen ins englische Exil.
Der Balkanfeldzug hatte im besetzten Jugoslawien wie auch in Griechenland einen lang andauernden Partisanenkrieg gegen die deutschen, italienischen und bulgarischen Besatzungstruppen zur Folge. Sie wurden von verschiedenen Partisanengruppen bekämpft, wobei sich die Jugoslawische Volksbefreiungsarmee unter Tito durchsetzen konnte. Im besetzten Athen einigten sich zunächst nach der Abreise des (deutschen) Königs und auf Initiative der Kommunistischen Partei Griechenlands KKE vier politische Parteien und koalierten schließlich am 27. September 1941 zur „Volksbefreiungsfront“ EAM, deren Mitgliederzahlen zwischen 1,5 und 2 Mio. Mitglieder beziffert wurden. Nach den traumatischen Erlebnisse des folgenden Hungerwinters 41/42 unter den drei Besatzungsmächten organisierte die EAM noch im Februar 1942 einen schlagkräftigen militärischen Arm, die Griechische Volksbefreiungsarmee ELAS unter der Führung von Aris Velouchiotis, Stefanos Sarafis und Andreas Tzimas mit bis zu 120.000 bewaffneten Männern und Frauen (Stand 1944).
Der Widerstand in Griechenland wurde wesentlich durch die große Hungersnot angefacht, die eine Folge der britischen Seeblockade und der beispiellosen Ausbeutung Griechenlands durch die Besatzer war: 1942 machten Besatzungskosten und Staatsausgaben 90 % des realen Volkseinkommens aus. Dies und der kriegsbedingte Zusammenbruch des wichtigsten Zweigs der griechischen Vorkriegswirtschaft, der Handelsschifffahrt, führten zu einer galoppierenden Inflation der Drachme. Der Preis der britischen Sovereign Ein-Pfund-Goldmünze stieg in den Jahren der Besatzung von 1.087 Drachmen auf 70,8 Billionen Drachmen im November 1944. Lebensmittel waren seitdem in Griechenland fast nur noch auf dem Schwarzmarkt zu bekommen, zu Preisen, die die Kaufkraft vieler Bürger des Landes überstieg. Ab dem Winter 1941/42 kam es zu vielen tausend Todesfällen durch Unterernährung, insbesondere die Kindersterblichkeit stieg dramatisch. Hermann Göring tat das zunächst als unerheblich ab: „Wir können uns nicht um die hungernden Griechen kümmern. Das ist ein Unglück, das noch viele andere Völker treffen wird.“ Da jedoch der Sold der Wehrmachtssoldaten in Drachmen ausbezahlt wurde, drohte eine weitere Verschlechterung der griechischen Wirtschaftslage deren Motivation zu dämpfen. Daraufhin einigten sich die kriegsführenden Parteien, humanitäre Maßnahmen zuzulassen, sodass die Briten ihre Seeblockade lockerten. Am 21. März konnte man unter dem Beauftragten des Internationalen Roten Kreuzes, Rene Burckhardt, endlich auf schwedischen Schiffen Weizen aus Kanada (später USA) nach Griechenland liefern und damit die Lage in den Griff bekommen. Im Herbst 1942 ernannte Hitler deswegen den österreichischen Nationalsozialisten und Ökonomen Hermann Neubacher zum „Sonderbeauftragten des Reiches für wirtschaftliche und finanzielle Fragen in Griechenland“, der durch drastische Deflationspolitik, Einführung einer Arbeitspflicht und Lebensmittelimporten aus den Nachbarländern die Lage unter Kontrolle brachte. Nachdem im Winter 41/42 hunderttausende in den Großstädten an Unterernährung gestorben waren und die zunächst unkontrollierte Plünderung der griechischen Wirtschaft durch die Wehrmacht zunehmend stagnierte, wurde unter Neubauer die privatwirtschaftliche DEGRIGES (1942–1944) aufgebaut und mit einem staatlichen Handelsmonopol ausgestattet, um das Land effizienter auszubeuten. Exportpreise nach Deutschland wurden herabgesetzt, Importpreise aus Deutschland heraufgesetzt, Handel mit anderen Ländern unterbunden. Mit britischem Einverständnis organisierte das Internationale Rote Kreuz Hilfslieferungen mit kanadischem Weizen, die die Hungerkatastrophe milderten.

### Verzögerung des Angriffs auf die Sowjetunion
Gemeinsam mit dem Afrikafeldzug trug der Balkanfeldzug dazu bei, dass sich der geplante Überfall auf die Sowjetunion um mehrere Wochen verzögerte. Die kontrafaktische Vermutung, dass bei einem früheren Beginn des „Unternehmens Barbarossa“ der Winterkrieg hätte vermieden werden können, der die Wehrmacht im Dezember 1941 daran hinderte, Moskau zu erobern, wird von Historikern aus unterschiedlichen Gründen zurückgewiesen: Nach Klaus Schüler blieben die Angriffsoperationen der Wehrmacht im Dezember 1941 keineswegs primär wegen des Wintereinbruchs stecken. Sie scheiterten vielmehr am anhaltenden sowjetischen Widerstand und an den Nachschubproblemen der Wehrmacht, namentlich an der Eisenbahntransportkrise. John Keegan und Richard J. Evans machen auf die Rasputiza aufmerksam, den russischen Frühjahrsregen, der im Jahr 1941 heftiger ausfiel als sonst und auch ohne den Balkanfeldzug einen früheren Beginn des Überfalls auf die Sowjetunion nicht erlaubt hätte.

### Internationales Militärtribunal 1945
Der Krieg gegen Jugoslawien und Griechenland wurde im Nürnberger Prozess gegen die Hauptkriegsverbrecher als deutscher Angriffskrieg gewertet. Hochrangige Militärs, NSDAP-Funktionäre und Mitglieder des NS-Regimes wurden angeklagt und wegen ihrer Beteiligung an dessen Planung, Vorbereitung, Entfesselung und Durchführung verurteilt.